# 立杭陶の郷
立杭陶の郷（たちくいすえのさと）は、兵庫県丹波篠山市今田町上立杭にある日本六古窯の一つ丹波立杭焼をテーマとする総合文化レクリエーション施設。正式名称は丹波伝統工芸公園・立杭陶の郷。陶磁器専門美術館、ギャラリー、陶芸教室、登り窯と、レストランなどを備え、丹波立杭焼の伝統文化の継承と創造・発展のための活動を行っている。

## 概要
施設は虚空蔵山の麓、兵庫県丹波篠山市今田町上立杭に立地し、そこからは伝統的な登り窯が点在する丹波立杭焼の産地を一望できる。一帯は清水東条湖立杭県立自然公園に含まれ、関西自然に親しむ風景100選の第39番「登り窯の煙が立ちのぼる六古窯の郷」にも選定されている。毎年、やきものの里の秋のビッグイベントとして陶器祭りが開催されるが、2019年（令和元年）10月19日（土曜日）から～20日（日曜日）第42回丹波焼陶器まつりが開催された。
窯元路地歩きも楽しめる。

### 地理
今田町上立杭は、500メートル前後の緑豊かな里山に囲まれた南北に細長い谷筋に位置する山間の集落で、県道292号が南北に走り、道路に沿う形で四斗谷川（しとたにがわ）が流れている。四斗谷川は、北方向にある白髭岳（721.5メートル）のふもと今田町四斗を源流として、今田町上立杭から約3キロメートル南方向の今田町釜屋で東条川に合流、小野市で一級河川の加古川に合流する。集落家屋は西側山裾に集中しており丹波立杭焼の窯元は、この山裾の傾斜地を活かして登り窯を設置している。施設は、東側に位置する虚空蔵山（592メートル）のふもとにあり、標高は215メートル。神戸市内から車で約50キロメートル、大阪市内からだと約60キロメートルのところに位置している。

### 年表
- 1985年（昭和60年）6月 - 多紀郡今田町に丹波伝統工芸公園が完成。「立杭陶（すえ）の郷（さと）」と名付け開園。
- 1988年（昭和63年） - 陶の郷内に観光物産センター完成。組合陶器即売場・陶芸教室が開設。
- 1990年（平成2年）3月 - 陶の郷内に登り窯築窯、「平成窯」と名付け初窯焼き。
- 1999年（平成11年）4月1日 - 多紀郡４町（篠山町・西紀町・丹南町・今田町）が合併し「篠山市」が誕生[4][5]。
- 2005年（平成17年）7月 - 陶の郷即売場増改築。『窯元横丁』としてオープン。
- 2017年（平成29年）9月 - 窯元横丁のイベントコーナーを改装リニューアル[6]。
- 2019年（令和元年）5月1日 - 市名を「丹波篠山市」に変更。

### 丹波焼
丹波焼は瀬戸、常滑、信楽、備前、越前とともに日本六古窯の一つで、発祥は平安時代末期から鎌倉時代のはじめとされる。桃山時代までは｢穴窯｣が使用されていたが、1611年（慶長16年）ごろ朝鮮式半地上の｢登り窯｣が導入され、蹴りロクロ(立杭独特の左回転ロクロ)とともに、今日まで伝統技術を継承している。

## 施設
- 伝産会館（丹波立杭焼伝統産業会館）
  - 平安時代に開窯した丹波焼の歴史とその作風の変遷を紹介する美術館施設で、2つの常設展示室に中世と近世に制作された「古丹波」約70点、伝統工芸士および現代作家55の最新作品を展示する。

- 伝習会館（地域民芸品等保存伝習施設）
  - 2階は伝統工芸士作品展示室、1階は「アートギャラリー丹波」、研修室を備える。

- 観光物産センター
  - 丹波立杭陶磁器協同組合の本部が置かれており、約60軒の丹波焼窯元の作品展示即売ギャラリー「窯元横丁」、陶芸教室、大・小会議室等が設けられている。

- 登り窯「平成窯」
- レストラン獅子銀
- バンガロー 5棟 : 老朽化のため、2018年（平成30年）3月31日で貸し出し終了。
- テニスコート : 老朽化のため、2018年（平成30年）3月31日で貸し出し終了。

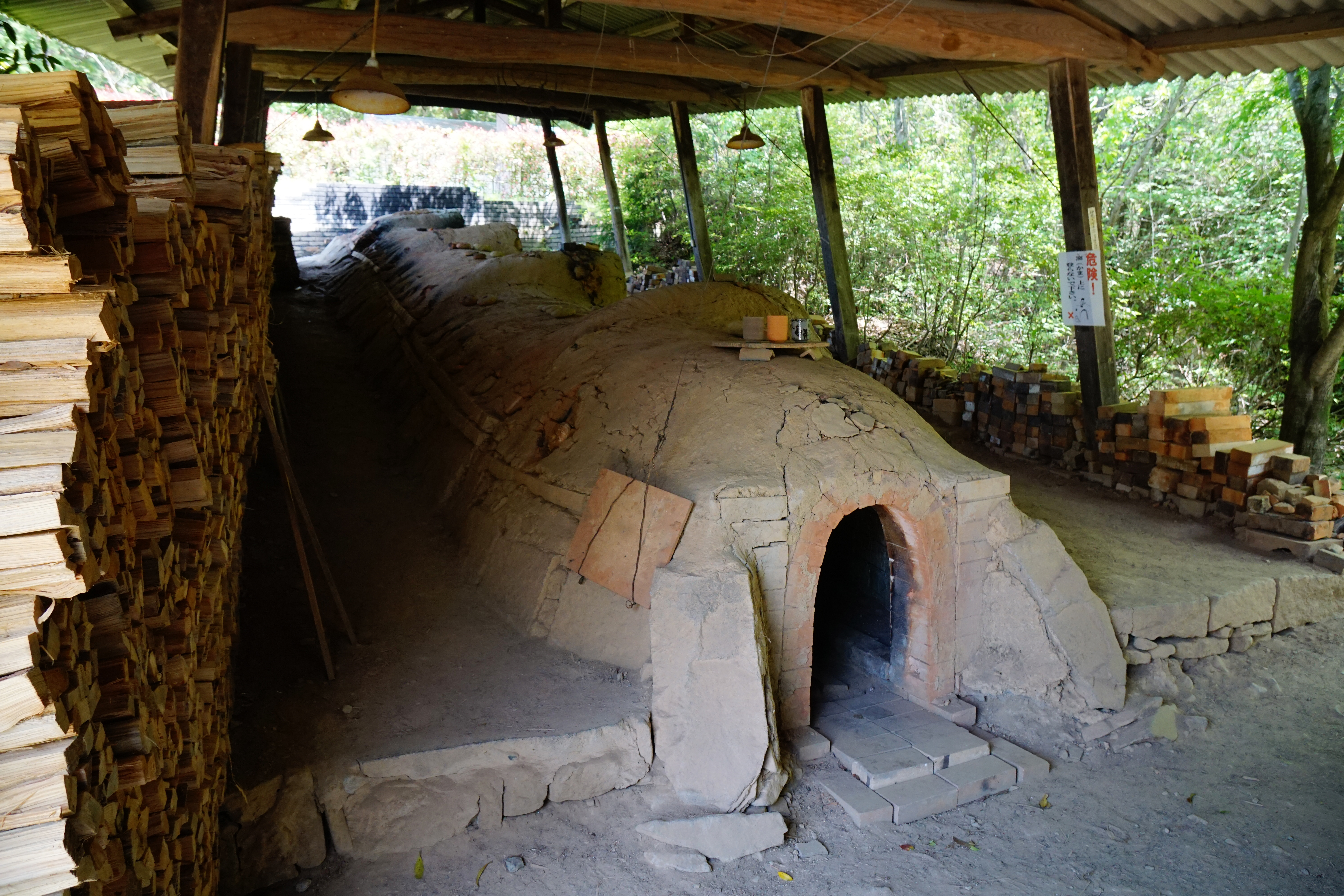
登り窯「平成窯」
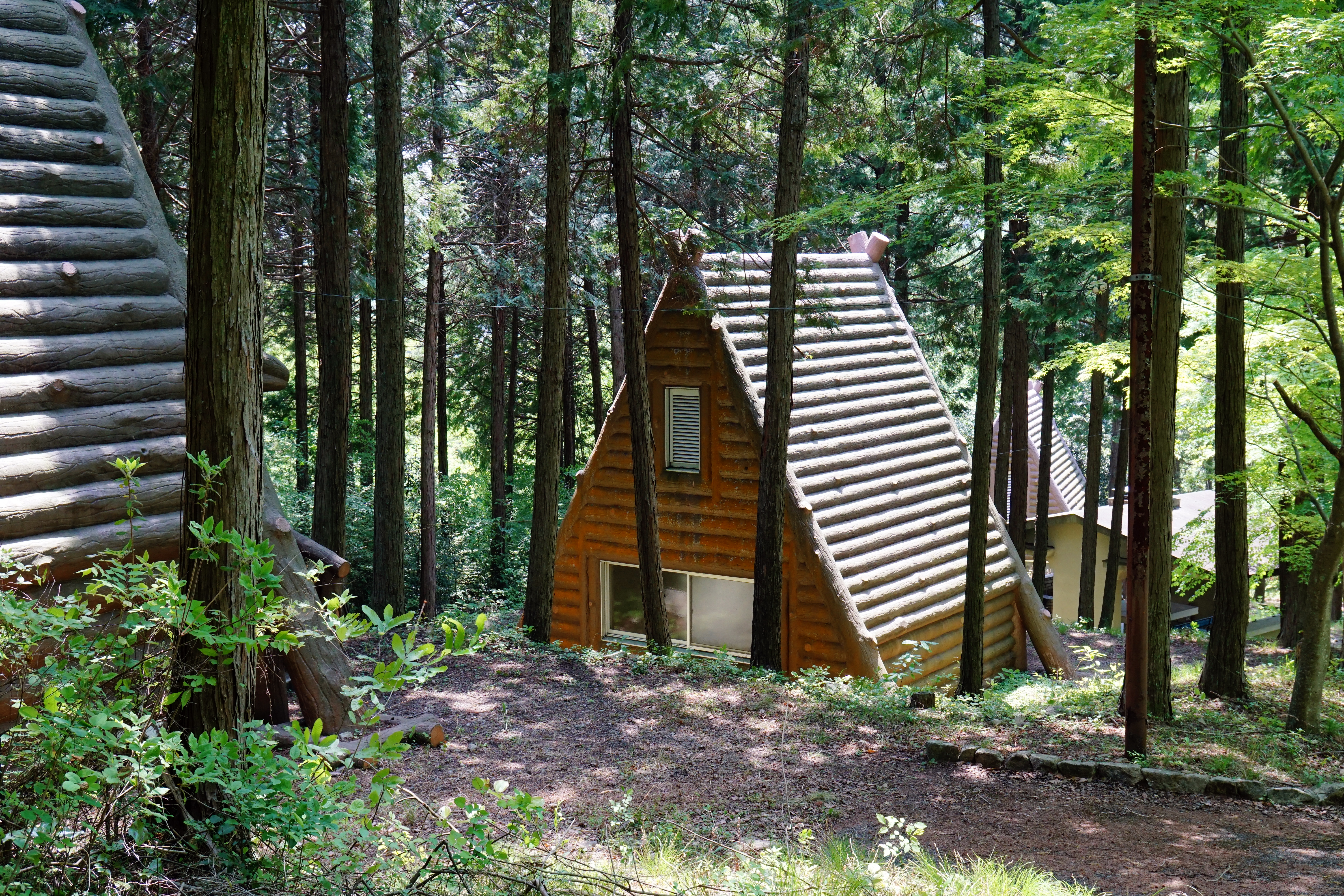
バンガロー
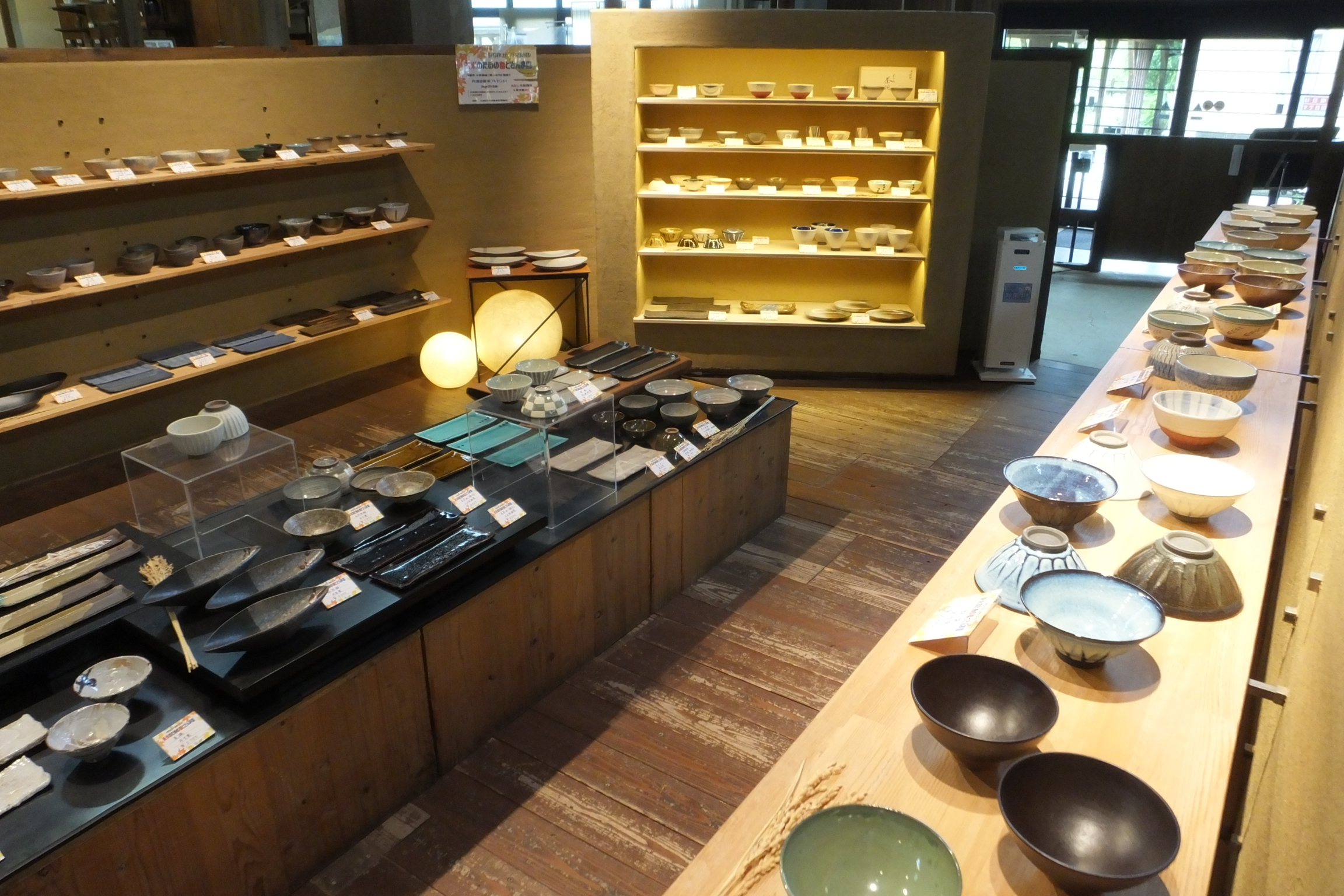
観光物産センター展示場。約60軒の丹波焼窯元の作品展示即売ギャラリー「窯元横丁」。

## 利用情報
- 開館時間
  - 10時から17時(通年)
- 休館日：火曜日が定休日(祝日は営業)、年末年始
- 入場料：大人200円、小中学生50円（当日中は再入場が何回でも可能）
  - LINEの友達登録画面提示で大人入場料が100円になる

## 周辺
- 兵庫陶芸美術館（隣接）
- 日本六古窯現代名陶館（隣接）
- 播州清水寺
- こんだ薬師温泉